# Palmiers dans la neige
Pour plus de détails, voir Fiche technique et Distribution.
Palmiers dans la neige (Palmeras en la nieve) est un film hispano-colombien réalisé par Fernando González Molina, sorti en 2015.

## Synopsis
Clarence, une jeune Espagnole dont la famille est originaire des montagnes de la province de Huesca, se rend sur l'île de Bioko suivre les traces de ses aïeux. Une décision qu'elle prend après avoir découvert — lors de l'enterrement de son père, Jacobo — d'anciens écrits de son oncle, Kilian, qui laissent entendre qu'il a vécu une histoire d'amour jamais révélée lorsque les deux frères travaillaient avec leur père, Antón, en Guinée espagnole comme contremaîtres dans une exploitation de cacao.

## Fiche technique
- Titre : Palmiers dans la neige
- Titre original : Palmeras en la nieve
- Réalisation : Fernando González Molina
- Scénario : Sergio G. Sánchez d'après le roman de Luz Gabás
- Musique : Lucas Vidal
- Photographie : Xavi Giménez
- Montage : Irene Blecua et Verónica Callón
- Production : Ignacio Fernández-Veiga Feijóo, Mercedes Gamero, Adrián Guerra, Mikel Lejarza et Pepe Torrescusa
- Société de production : Nostromo Pictures, Atresmedia, Cosmopolitan TV, Crea SGR, Movistar+, Natixis Coficiné, Palmeras en la Nieve, Telefonica Studios et Warner Bros.
- Pays :  Espagne -  Colombie
- Genre : Drame, romance et historique
- Durée : 163 minutes
- Date de sortie : 
  - Espagne : 25 décembre 2015

## Distribution
- Mario Casas : Killian
- Adriana Ugarte : Clarence
- Macarena García : Julia
- Alain Hernández : Jacobo
- Berta Vázquez : Bisila
- Djédjé Apali : Iniko
- Daniel Grao : Manuel
- José María Kimbo : Ose
- Fernando Cayo : Garuz

## Distinctions
Le film a été nommé pour 5 prix Goya et a obtenu les prix de la meilleure chanson originale et de la meilleure direction artistique.